# Hipótesis de entrada

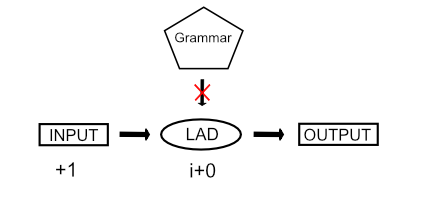
Hipótesis de input comprensible

La hipótesis de entrada, también conocida como modelo monitor, es un grupo de cinco hipótesis de adquisición de una segunda lengua desarrolladas por el lingüista Stephen Krashen en las décadas de 1970 y 1980. El término "hipótesis de entrada" se utilizó inicialmente como solo una de las cinco hipótesis, pero con el tiempo se utilizó para referirse a todas las cinco hipótesis como un todo. Las hipótesis son la hipótesis de la entrada, la hipótesis de la adquisición-aprendizaje, la hipótesis del monitor, la hipótesis del orden natural y la hipótesis del filtro afectivo. La hipótesis de la entrada se publicó por primera vez en 1977.
Las hipótesis otorgan una importancia primordial al input comprensible (IC) al que están expuestos los estudiantes de idiomas. La comprensión del lenguaje hablado y escrito se considera el único mecanismo que da como resultado el aumento de la competencia lingüística subyacente, y no se considera que el resultado del lenguaje tenga efecto alguno sobre la capacidad de los estudiantes. Además, Krashen afirmó que la competencia lingüística sólo avanza cuando el lenguaje se adquiere de forma subconsciente y que el aprendizaje consciente no puede utilizarse como fuente de producción espontánea del lenguaje. Por último, se considera que el aprendizaje depende en gran medida del estado de ánimo del alumno y que éste se ve afectado si éste se encuentra estresado o no quiere aprender el idioma.
Las hipótesis de Krashen han sido influyentes en la enseñanza de idiomas, particularmente en Estados Unidos, pero han recibido críticas de algunos académicos. Dos de las principales críticas afirman que las hipótesis no son comprobables y que suponen un grado de separación entre adquisición y aprendizaje cuya existencia no se ha demostrado.

## Descripción general
Las cinco hipótesis que propuso Krashen son las siguientes:
- La hipótesis de entrada. Esto indica que los estudiantes progresan en su conocimiento del idioma cuando comprenden una información lingüística ligeramente más avanzada que su nivel actual. Krashen llamó a este nivel de entrada "i+1", donde "i" es la interlengua del alumno y "+1" es la siguiente etapa de la adquisición del lenguaje.
- La hipótesis de adquisición-aprendizaje afirma que existe una separación estricta entre adquisición y aprendizaje ; Krashen veía la adquisición como un proceso puramente subconsciente y el aprendizaje como un proceso consciente, y afirmaba que la mejora en la capacidad lingüística sólo dependía de la adquisición y nunca del aprendizaje.
- La hipótesis del monitor establece que el lenguaje aprendido conscientemente sólo puede utilizarse para monitorear la producción lingüística; nunca puede ser la fuente del habla espontánea.
- La hipótesis del orden natural establece que el lenguaje se adquiere en un orden particular, que este orden no cambia entre estudiantes y no se ve afectado por la instrucción explícita.
- La hipótesis del filtro afectivo. Esto establece que la capacidad de los estudiantes para adquirir el lenguaje se ve limitada si experimentan emociones negativas como miedo o vergüenza. En esos momentos se dice que el filtro afectivo está "arriba".

## Hipótesis de entrada
Si i representa la competencia lingüística previamente adquirida y el conocimiento extralingüístico, la hipótesis afirma que pasamos de i a i+1 al comprender la entrada que contiene i+1. El conocimiento extralingüístico incluye nuestro conocimiento del mundo y de la situación, es decir, el contexto. El +1 representa 'el siguiente incremento' de nuevo conocimiento o estructura del lenguaje que el alumno podrá adquirir en capacidad.
El «input comprensible» es el ingrediente crucial y necesario para la adquisición del lenguaje. La hipótesis de entrada comprensible puede reformularse en términos de la hipótesis del orden natural. Por ejemplo, si adquirimos las reglas del lenguaje en un orden lineal (1, 2, 3...), entonces i representa la última regla o forma del lenguaje aprendida, e i+1 es la siguiente estructura que debe aprenderse. Sin embargo, hay que destacar que no basta cualquier información recibida; la información recibida debe ser comprensible. Según Krashen, su teoría tiene tres corolarios.

### Corolarios de la hipótesis de entrada
1. Hablar (producir) no es practicar .
Krashen subraya una vez más que hablar en el idioma meta no implica la adquisición del idioma. Aunque hablar puede ayudar indirectamente en la adquisición del lenguaje, la capacidad de hablar no es la causa del aprendizaje o la adquisición del lenguaje. En cambio, la producción comprensible es el efecto de la adquisición del lenguaje.[3][5]
2. Cuando se proporciona suficiente input comprensible, i+1 está presente .
Si los modelos lingüísticos y los profesores proporcionan suficiente información comprensible, entonces las estructuras que los adquirentes están listos para aprender estarán presentes en esa información. Según Krashen, este es un método mejor para desarrollar la precisión gramatical que la enseñanza directa de la gramática.[3]
3. El orden de enseñanza no se basa en el orden natural .
En cambio, los estudiantes adquirirán el idioma en un orden natural al recibir información comprensible.[3]

## Hipótesis de adquisición-aprendizaje
En la lingüística moderna, hay muchas teorías sobre cómo los seres humanos pueden desarrollar la habilidad para el lenguaje. Según la hipótesis de adquisición-aprendizaje de Stephen Krashen, hay dos formas independientes en las que desarrollamos nuestras habilidades lingüísticas: la adquisición y el aprendizaje. Esta teoría es el centro de la teoría moderna de la adquisición del lenguaje y, posiblemente, la más importante de las teorías de Krashen.
La adquisición del lenguaje es un proceso natural, intuitivo y subconsciente del cual los individuos no necesitan ser conscientes. Uno no es consciente del proceso a medida que ocurre y, cuando se adquiere el nuevo conocimiento, el adquirente generalmente no se da cuenta de que posee algún conocimiento nuevo. Según Krashen, tanto los adultos como los niños pueden adquirir el lenguaje de forma subconsciente, tanto el lenguaje escrito como el oral. Este proceso es similar al que siguen los niños cuando aprenden su lengua materna. La adquisición requiere una interacción significativa en la lengua meta, durante la cual el adquirente se centra en el significado más que en la forma.
Aprender un idioma, por otro lado, es un proceso consciente, muy parecido al que se experimenta en la escuela. Los nuevos conocimientos o formas del lenguaje se representan conscientemente en la mente del alumno, frecuentemente en forma de "reglas" y " gramática " del lenguaje, y el proceso a menudo implica corrección de errores. El aprendizaje de una lengua implica instrucción formal y, según Krashen, es menos efectivo que la adquisición. El aprendizaje en este sentido es concepción o conceptualización: en lugar de aprender un idioma en sí, los estudiantes aprenden un modelo abstracto y conceptual de un idioma, una "teoría" sobre un idioma (una gramática).

## Hipótesis del monitor
La hipótesis del monitor dice que el sistema que un estudiante ha aprendido actúa como un supervisor de lo que está diciendo. En otras palabras, aunque solo el sistema adquirido puede producir habla espontánea, el sistema aprendido se usa para revisar lo que se está diciendo.
Antes de que el estudiante diga algo, lo revisa por dentro para encontrar errores y usa lo que ha aprendido para corregirlos. La autocorrección ocurre cuando el estudiante usa el Monitor para corregir una oración después de decirla. Según esta idea, el autocontrol y la autocorrección son las únicas funciones del aprendizaje consciente del lenguaje.
El modelo Monitor sugiere que los adultos progresan más rápido al principio que los niños, porque los adultos usan este "monitor" al hablar en un segundo idioma antes de desarrollar la habilidad para hablar de forma natural. Por eso, los adultos tienden a participar en conversaciones antes que los niños[cita requerida]

### Tres condiciones para el uso del monitor
Según Krashen, para que el Monitor se utilice con éxito, se deben cumplir tres condiciones:
1. El adquirente/aprendiz debe conocer la regla
Esta es una condición muy difícil de cumplir porque significa que el hablante debe haber recibido instrucciones explícitas sobre la forma del lenguaje que está tratando de producir.[3]
2. El adquirente debe centrarse en la corrección
Él o ella debe estar pensando en la forma, y es difícil centrarse en el significado y la forma al mismo tiempo.[3]
3. El adquirente/aprendiz debe tener tiempo para utilizar el monitor.
El uso del monitor requiere que el orador reduzca la velocidad y se concentre en la forma.[3]

### Dificultades al utilizar el monitor
El monitor tiene muchas dificultades para usarlo, lo que lo hace bastante débil como herramienta lingüística.
1. Conocer las reglas : esta es una condición difícil de cumplir, porque incluso los mejores estudiantes no aprenden todas las reglas que se les enseñan, no pueden recordar todas las reglas que han aprendido y no siempre pueden aplicar correctamente las reglas que recuerdan. Además, no todas las reglas de una lengua siempre están incluidas en un texto o son enseñadas por el profesor.[3]
2. Tener tiempo para usar el monitor : el uso del monitor tiene un precio: el hablante se concentra en la forma en lugar del significado, lo que da como resultado una menor producción e intercambio de información, lo que ralentiza el flujo de la conversación. Algunos oradores supervisan demasiado hasta el punto de que la conversación se vuelve dolorosamente lenta y a veces difícil de escuchar.[3]
3. Las reglas del lenguaje constituyen sólo una pequeña parte de nuestra competencia lingüística : la adquisición no garantiza el 100% de la competencia lingüística. A menudo hay una pequeña parte de gramática, puntuación y ortografía que incluso los hablantes nativos más competentes pueden no adquirir. Si bien es importante aprender estos aspectos del lenguaje, dado que la escritura es la única forma que requiere un 100% de competencia, estos aspectos del lenguaje constituyen solo una pequeña parte de nuestra competencia lingüística.[3]

Debido a estas dificultades, Krashen recomienda utilizar el monitor en momentos en que no interfiera con la comunicación, como por ejemplo mientras se escribe.

## Hipótesis del orden natural
La hipótesis del orden natural afirma que todos los alumnos adquieren una lengua aproximadamente en el mismo orden. Este orden no depende de la facilidad con la que pueda enseñarse un rasgo lingüístico concreto; algunos rasgos, como las «-s» de tercera persona («corre»), son fáciles de enseñar en el aula, pero no suelen adquirirse hasta las etapas posteriores de la adquisición del lenguaje. Esta hipótesis se basaba en los estudios sobre morfemas de Dulay y Burt, según los cuales algunos morfemas se aprendían antes que otros en el transcurso de la adquisición de una segunda lengua.

## Hipótesis del filtro afectivo
El filtro afectivo es un impedimento para el aprendizaje o la adquisición causado por respuestas emocionales («afectivas») negativas ante el entorno. Es una hipótesis de la teoría de la adquisición de segundas lenguas y un campo de interés en la psicología de la educación y la educación general.
Según la hipótesis del filtro afectivo, ciertas emociones, como la ansiedad, la duda sobre uno mismo y el mero aburrimiento, interfieren en el proceso de adquisición de una segunda lengua. Funcionan como un filtro entre el hablante y el oyente que reduce la cantidad de información lingüística que el oyente es capaz de comprender. Estas emociones negativas impiden el procesamiento eficaz del input lingüístico. Además, la hipótesis afirma que despertar el interés, proporcionar un entorno poco ansioso y fortalecer la autoestima del alumno pueden reducir el bloqueo.
Según Krashen (1982), hay maneras de bajar el filtro afectivo. Una es permitir un periodo de silencio (no esperar que el alumno hable antes de haber recibido una cantidad adecuada de información comprensible de acuerdo con sus necesidades individuales). El profesor debe estar al tanto de la vida familiar del alumno, ya que este ámbito es el que más contribuye al filtro afectivo. Es importante tener en cuenta que las personas que aprenden inglés por primera vez en los Estados Unidos deben superar una serie de desafíos. Para rebajar el filtro afectivo, el profesor no debe aumentar los obstáculos que hay que superar.

## Recepción e influencia
Según Wolfgang Butzkamm y John AW Caldwell (2009), el input comprensible, definida por Krashen como la comprensión de mensajes, es de hecho la condición necesaria para la adquisición, pero no es suficiente. Los estudiantes descifrarán el código del habla solo si reciben información que puedan comprender en dos niveles. No sólo deben comprender lo que se quiere decir, sino también cómo se expresan literalmente las cosas, es decir, cómo se combinan los diferentes componentes del significado para producir el mensaje. Éste es el principio de la doble comprensión. En muchos casos, ambos tipos de comprensión pueden fusionarse en un solo proceso, en otros no. La frase alemana "Wie spät ist es?" se entiende perfectamente como "What time is it?". Sin embargo, los estudiantes necesitan saber más: *How late is it? Eso es lo que dicen literalmente los alemanes, lo que nos da la anatomía de la frase y la lógica detrás de ella. Sólo ahora la comprensión es completa y llegamos a la plena posesión de la frase que puede convertirse en una receta para muchas más oraciones, como "Wie alt ist es?" / "How old is it?", etc. Según Butzkamm y Caldwell (2009:64), "la información lingüística comprendida de manera dual es el combustible para nuestra capacidad de aprendizaje de idiomas". Es necesario y suficiente.
La teoría sustenta la metodología de aprendizaje de idiomas basada en la comprensión de Krashen y Terrell, conocida como el enfoque natural (1983). El enfoque de habilidades focales, desarrollado por primera vez en 1988, también se basa en la teoría.[cita requerida] El podcast de inglés como segunda lengua también se inspiró en las ideas de Krashen sobre cómo proporcionar información comprensible a estudiantes de idiomas.
Los competidores más populares son la hipótesis de desarrollo de habilidades y la hipótesis de resultado comprensible. La hipótesis de entrada está relacionada con el andamiaje instruccional .

## Aplicaciones en la enseñanza de idiomas
La hipótesis de entrada se aplica a menudo en la práctica con TPR Storytelling .

### Niveles
Krashen divide a los estudiantes en niveles principiante e intermedio: 

### Nivel intermedio
- La enseñanza utiliza información comprensible extraída de textos académicos, pero modificada de manera que el contenido del tema quede protegido o limitado. (Tenga en cuenta que la enseñanza de materias específicas no es para principiantes ni para hablantes nativos del idioma de destino).
- En las clases de instrucción protegida, el enfoque se centra en el significado, no en la forma.

En la práctica, input comprensible funciona con las siguientes técnicas de enseñanza:
1. El profesor debe hablar más despacio y con claridad, utilizando frases y cláusulas cortas.
2. El profesor debe preparar y utilizar ayudas gráficas o visuales.
3. Los cursos deben utilizar libros de texto o materiales de apoyo que no estén excesivamente sobrecargados.
4. Para los estudiantes de más de segundo grado, una guía de estudio es útil.
5. Las clases deben utilizar técnicas de enseñanza multimodales.
6. Los estudiantes pueden leer en voz alta, mientras otros estudiantes parafrasean lo que dijeron.
7. Un conjunto pequeño de vocabulario de contenido utilizado repetidamente se adquirirá más fácilmente y permitirá a los estudiantes adquirir estructuras del lenguaje.[10][11]